# 禍亂
（韩语： Hwa-ran）是一部2023年上映的韓國黑色電影，講述想要擺脫地獄般現實的少年延奎遇到組織的中間管理者治建後，在危險的世界裡一起經歷的故事。由新人導演金昌勳執導，洪思彬、宋仲基、金亨瑞主演。该片入选第76屆坎城影展“一種注目”单元，于戛纳当地时间5月24日在Salle Debussy举行全球首映。韩国于2023年10月11日正式上映。

## 演員陣容
- 洪思彬 飾演 金延奎，為了擺脫悲慘黑暗的現實而進入卑劣大人世界的18歲少年，延奎一心想著賺錢和母親一起去荷蘭生活而持續忍受繼父的暴力。某天，他為了保護妹妹而捲入一場打鬥，在治建的幫助下得以脫身並成為其手下。
- 宋仲基 飾演 治建，相信並帶領延奎的黑幫組織中層管理者，雖與延奎在同個村子裡長大，但他早早便意識到世上即地獄並成為黑幫組織的中層管理者，以自己的方式生存。某天，他幫助延奎並讓其成為自己的手下。
- 金亨瑞 飾演 金潔白，延奎的繼妹，努力不被悲慘的現實所動搖。雖然總是和延奎吵鬧，但也會保護延奎免受父親的暴力。
- 鄭宰光 飾演 勝武，治建的手下，完美服從治建的命令。
- 金鍾洙 飾演 中範，治建所屬組織的頭目，冷酷無情。
- 鄭滿植 飾演 延奎兼職的中餐館老闆
- 朴寶京 飾演 暮景，延奎和潔白的母親。
- 俞成柱 飾演 正德，延奎的繼父、潔白的親生父親，喝醉後總是對延奎施暴。
- 徐東甲 飾演 鄭義碩，中範推舉的國會議員候選人，無意中成為中範的傀儡後，義碩為了中範手中的權力而成為腐敗的政治人物。[13]
- 洪瑞白 飾演 完久，欠下治建一夥人巨額債務的人，兒子被治建一夥人打傷。
- 金洪發 飾演 金國煥
- 朴守榮 飾演 成勳，黑幫頭目

## 製作
在片中飾演治建的宋仲基被劇本的深度所吸引，遂率先向製作公司自薦出演。該片為製作預算只有40億韓元的低成本電影，宋仲基擔心因自己的片酬令製作費用上漲而使該片魅力減弱，故決定「零片酬」出演。

### 選角
2022年6月24日，經紀公司證實宋仲基收到出演提案並正在積極商討中，該片由SANAI Pictures和HiSTORY共同製作。9月8日，媒體報導新人演員洪思彬將擔綱本片主角，這將會是他的商業電影出道作。9月23日，歌手BIBI確認出演該片；在tvN電視劇《小女子》中飾演高秀林的演員朴寶京據傳將加盟該片。9月26日，片方正式宣佈洪思彬、宋仲基、BIBI出演該片，並公布劇本閱讀現場照片。

### 拍攝
主体拍摄於2022年9月13日開始進行，拍攝歷時3個月，於12月12日在京畿道坡州殺青。

### 损益平衡点
据媒体报道，该片的损益平衡点约为100万观影人次。

## 发行
该片入选第28届釜山国际电影节「韩国电影的今天—特别首映」单元，于2023年10月5日在电影节上举行亚洲首映。2023年9月12日发布首款韩国版海报，宣布于10月11日在韩国上映。2023年11月21日起提供IPTV和VOD点播服务。

### 电影节展映
| 日期           | 地区   | 电影节                                                                   |
| -------------- | ------ | ------------------------------------------------------------------------ |
| 2023年5月24日  | 法国   | 第76屆坎城影展「一種注目」单元                                           |
| 2023年10月5日  | 韩国   | 第28届釜山国际电影节（BIFF）「韩国电影的今天—特别首映」单元              |
| 2023年9月29日  | 瑞士   | 第19届苏黎世电影节（ZFF）「新世界观韩国」单元                            |
| 2023年10月28日 | 英国   | 第8届伦敦东亚电影节（LEAFF）竞赛单元                                     |
| 2023年11月10日 | 香港   | 第20届香港亚洲电影节（HKAFF）「亚洲新导演奖」单元                        |
| 2023年11月20日 | 德国   | 第72届曼海姆海德堡国际电影节（IFFMH）「On the Rise」竞赛单元             |
| 2023年12月4日  | 沙特   | 第3届红海国际电影节（RSIFF）「Festival Favorites」单元                   |
| 2024年4月10日  | 法国   | 第4届法国兰斯极地电影节 (Reims Polar Festival Du Film Policier) 竞赛单元 |
| 2024年9月13日  | 西班牙 | 第4届巴塞罗那韩国电影节（KFFB）首映单元                                  |

## 反响

### 评价
韩国电影周刊《Cine21》共有两位专业影评人为该片打分，平均得分6.5/10。《Cine21》的影评人曹炫娜（조현나）称赞演员们出色的演技表现支撑了该片剧情的发展，尤其是饰演主人公的洪思彬自然而然地消化了片中感情变化幅度最大的延奎一角，宋仲基也展现了从未有过的粗犷面貌，金亨瑞与郑宰光的表现也值得关注；她虽认为以缓慢的速度保持紧绷地表现延奎与治建之间的关系是该片的优点，但该片未能摆脱过往黑色电影中熟悉的设定和剧情也让她感到遗憾。

### 票房
在韩国上映首日（10月11日）动员3万1843人次观众，位居单日票房榜第2名，不敌连续9日蝉联单日票房冠军的爱情喜剧片《30天》。

## 奖项荣誉
| 年份   | 颁奖礼                     | 奖项                              | 入围者                            | 结果 | 参考          |
| ------ | -------------------------- | --------------------------------- | --------------------------------- | ---- | ------------- |
| 2023年 | 第8届伦敦东亚电影节        | 新星奖                            | 洪思彬                            | 獲獎 | [ 38 ]        |
| 2023年 | 第20届香港亚洲电影节       | 亚洲新导演奖                      | 金昌勋                            | 提名 | [ 39 ]        |
| 2023年 | 第20届香港亚洲电影节       | 亚洲新导演奖单元 观众票选最佳电影 | 亚洲新导演奖单元 观众票选最佳电影 | 獲獎 |               |
| 2023年 | 第44届青龙电影奖           | 最佳男配角奖                      | 宋仲基                            | 提名 | [ 40 ]        |
| 2023年 | 第44届青龙电影奖           | 最佳新人男演员奖                  | 洪思彬                            | 獲獎 | [ 40 ]        |
| 2023年 | 第44届青龙电影奖           | 最佳新人女演员奖                  | 金亨瑞                            | 提名 | [ 40 ]        |
| 2023年 | 第44届青龙电影奖           | 最佳新人导演奖                    | 金昌勋                            | 提名 | [ 40 ]        |
| 2023年 | 第3届红海国际电影节        | 埃尔奥拉电影观众奖（非沙特电影）  | 埃尔奥拉电影观众奖（非沙特电影）  | 獲獎 | [ 41 ] [ 42 ] |
| 2024年 | 第22届导演选择奖           | 电影部门 最佳新人导演             | 金昌勋                            | 提名 | [ 43 ]        |
| 2024年 | 第22届导演选择奖           | 电影部门 新女演员奖               | 朴寶京                            | 提名 | [ 43 ]        |
| 2024年 | 第22届导演选择奖           | 电影部门 新男演员奖               | 洪思彬                            | 獲獎 | [ 43 ]        |
| 2024年 | 第60届百想艺术大奖         | 电影部门 最佳新人导演             | 金昌勋                            | 提名 | [ 44 ]        |
| 2024年 | 第60届百想艺术大奖         | 电影部门 最佳男配角               | 宋仲基                            | 提名 | [ 44 ]        |
| 2024年 | 第60届百想艺术大奖         | 电影部门 最佳新人男演员           | 洪思彬                            | 提名 | [ 44 ]        |
| 2024年 | 第60届百想艺术大奖         | 电影部门 最佳新人女演员           | 金亨瑞                            | 獲獎 | [ 44 ]        |
| 2024年 | 第33屆釜日電影獎           | 最佳男配角                        | 宋仲基                            | 獲獎 | [ 45 ] [ 46 ] |
| 2024年 | 第33屆釜日電影獎           | 最佳新人男演員                    | 洪思彬                            | 提名 | [ 45 ] [ 46 ] |
| 2024年 | 第33屆釜日電影獎           | 最佳新人女演員                    | 金亨瑞                            | 提名 | [ 45 ] [ 46 ] |
| 2024年 | 第44届韩国电影评论家协会奖 | 最佳新人女演員                    | 金亨瑞                            | 獲獎 |               |